# Таймилир (село)
Таймили́р (рос. Таймылыр) — село в Булунському улусі, Республіка Саха, Росія. Центр і єдине село Тюметинського наслегу.
Село розташоване на лівому березі річки Оленьок. Населення становить 879 осіб (2001; 1,2 тис. в 1989).
Засноване в 1970 році. В селі знаходяться пристань, комбінат комунальних підприємств, господарські центри «Енкен», «Биракан» (оленярство, рибальство, звірівництво), Будинок культури, середня школа, лікарня.